# Slovene Studies
Slovene Studies (celoten naslov je Slovene Studies: Journal of the Society for Slovene Studies) je strokovno glasilo Društva za slovenske študije (Society for Slovene Studies, SSS), ki je bilo ustanovljeno leta 1973 v New Yorku. Od leta 1979 naprej je glavna dejavnost društva izdajanje revije Slovene Studies na temo slovenske književnosti, jezikoslovja, zgodovine, etnografije, oz. drugih področij družboslovja in humanistike. 

## Društvo za slovenske študije (Society for Slovene Studies, SSS)
Društvo je akademska, neprofitna organizacija, namenjena spodbujanju komunikacije med slovenisti, razširjanju znanstvenih informacij o slovenskih študijah z organizacijo srečanj in konferenc ter z objavljanjem razprav. Društvo je bilo ustanovljeno z namenom promocije slovenskih študij v ZDA in Kanadi. Društvo za slovenske študije je danes mednarodno priznano združenje znanstvenikov s člani v številnih državah na svetu, ki se zanimajo za preučevanje slovenske kulture, katero širijo izven svojega naravnega okolja z objavljanjem strokovnih razprav. Od leta 1976 je društvo član ameriške znanstvene ustanove Association for Slavic, East European, and Eurasian Studies (ASEEES). Prvi predsednik društva in eden izmed njegovih ustanoviteljev je bil prof. dr. Rado L. Lenček.

## O reviji
Revija je začela izhajati leta 1975 kot Papers in Slovene Studies in se je leta 1978 preimenovala v Slovene Studies. Prvo številko revije iz leta 1975 je uredil Rado Lenček. Štirje od šestih člankov v tej številki so bili predelani referati z ustanovne konference leta 1973 v New Yorku. To so: Slovenska identiteta v sodobni Evropi Jožeta Velikonje, Ekonomski določujoči dejavniki v razvoju slovenskega narodnega sistema Toussainta Hočevarja, V izviru slovenske nacionalne individualnosti Bogdana Novaka in Slovenija danes: komentar Carole Rogel. Rado Lenček in Henry Christian sta prispevala še razpravi o Louisu Adamiču. 
V drugi številki revije iz leta 1976 11 znanstvenih razprav prinaša teme, med drugim: Tasso in Prešernov Krst pri Savici Henryja Cooperja, Izbrane teme slovenskih narodnih balad Lene Lenček, O izvoru homonimnosti v slovenskem jeziku Williama Derbyshireja in Menjava soglasnikov v dialektu Sele Fare Toma Priestlyja. Mejnik v zgodovini revije je bila tematska številka o reformaciji Four Hundred Years of the South Slavic Protestant Reformation, 1584–1984, (1984/1986), ki jo je uredil Henry Cooper. Vsebovala je devetnajst prispevkov, med drugim razprave literarnih zgodovinarjev Borisa Paternuja in Jožeta Pogačnika ter jezikoslovca Jožeta Toporišiča. Novost številke je bilo dejstvo, da je bila polovica prispevkov iz družboslovnih ved, drugi pa iz humanistike.
Od leta 1978 do leta 1984 je revijo urejal Henry R. Cooper, nasledil pa ga je Tom M. S. Priestly, ki je urejal Slovene Studies do sredine devetdesetih let. V številki iz leta 1985 je Henry Cooper objavil članek o Trubarju in svoj prevod pesnitve Krst pri Savici, Joseph Conrad in Herbert Galton (oba z univerze Kansas) pa sta objavila razpravo o slovenski folklori in jeziku. Večina člankov iz osme številke revije iz leta 1986 je obravnavala izseljensko problematiko, med drugim je Toussaint Hočevar napisal kratek življenjepis o Mary Molek. 
Tom Priestly je uvedel strokovne recenzije za članke, ki naj bi zagotavljale njihovo strokovno kakovost. Od konca osemdesetih let je revija objavila več gradiva iz antropologije, sociologije in sociolingvistike. Priestly je vsebinsko razširil revijo s sodobnimi prevodi poezije in leposlovja, npr. z Bigginsovimi prevodi Kocbekovih pesmi (1990). Izšli sta tudi dve dvojezični številki slovenskega leposlovja, ki jih je uredil Henry Cooper. Leta 1996 je izšla posebna številka o Jožetu Plečniku, leta 2007 pa o etnomuzikologiji, ki ju je uredil Donald Reindl. Povečalo se je tudi število prispevkov o politiki, sodobni zgodovini, ekonomiji in umetnosti.
Od leta 1996 revijo ureja Timothy Pogačar, ki je velik del arhiva društva zaupal knjižnici Državne univerze Bowling Green v Ohiu (Hilandar Collection).